# 田辺イエロウ
田辺 イエロウ（たなべ イエロウ、6月13日 - ）は、日本の漫画家。女性。東京都出身。血液型はAB型。

## プロフィール
- 武蔵野美術大学卒業。2000年に「闇の中」で第47回小学館新人コミック大賞少年部門佳作受賞。2002年に「LOST PRINCESS」（『少年サンデー特別増刊R』掲載）でデビュー。デビュー当初はペンネームを「田辺伊衛郎」としていた。
- 2003年47号より、『週刊少年サンデー』（小学館）にて『結界師』を初連載。同作品で第52回小学館漫画賞少年向け部門を受賞。
- 2012年51号から2013年4・5号まで、『週刊少年サンデー』（小学館）にて『終末のラフター』を短期集中連載。
- 2013年33号から2020年10号まで、『週刊少年サンデー』（小学館）にて『BIRDMEN』を月1連載。

## 作風
- オカルト系・サスペンスホラー系を得意とする。
- 作中で「嫉妬・劣等感」というヒューマン要素をたびたび取り上げ、苦悩・葛藤していくメインキャラクターの様子が描かれている。

## 人物
- ペンネームや作風から男性だと思われがちだが女性である。アシスタントも女性から構成され、『結界師』5巻巻末おまけ漫画では「仕事現場で遭遇したゴキブリとの死闘」が描かれている。
- 自画像にペンギンを用いることが多い。
- 2015年8月よりTwitterを始める。
- 『結界師』単行本おまけコーナー「イラスト大将」「らくがき大将」では時に辛辣だったり毒舌だったりするコメントが特徴。
- キャラの画面内の立ち位置を意識したり[1]、「橋の上」は「現世と異世界」の境界を意味するため、好んで用いる[2]。
- 『結界師』の連載初期の頃の担当は『週刊少年サンデー』20代目編集長市原武法[3]。おまけ漫画ではパンダの姿で描かれていた。

## 受賞歴
- 2000年 - 第47回小学館新人コミック大賞少年部門 佳作（『闇の中』）
- 2006年 - 第52回小学館漫画賞少年向け部門受賞（『結界師』）

## 作品リスト

### 連載
- 結界師（『週刊少年サンデー』2003年47号 - 2011年19号）
- 終末のラフター（『週刊少年サンデー』2012年51号 - 2013年4・5号） - 短期集中連載。
- BIRDMEN（『週刊少年サンデー』2013年33号 - 2020年10号）
- 界変の魔法使い（『週刊少年サンデー』2024年42号 - 連載中）

### 読み切り
- 闇の中（2000年） - 第47回小学館新人コミック大賞少年部門佳作受賞。『フェイク！ 田辺イエロウ短編集』に収録。
- LOST PRINCESS（『少年サンデー特別増刊R』2002年11月7日号） - 田辺伊衛郎名義。『フェイク！ 田辺イエロウ短編集』に収録。
- 結界師（『少年サンデー超』2003年1月25日号） - 田辺伊衛郎名義。
- フェイク（『少年サンデー超』2003年4月25日号） - 『フェイク！ 田辺イエロウ短編集』に収録。
- 結界師（『週刊少年サンデー』2003年21号）
- 結界師 ミニ外伝（『少年サンデー超』2004年7月25日号）
- 結界師外伝〜良守の初陣〜（『少年サンデー超』2005年1月25日号）
- MY SWEET SUNDAY（『週刊少年サンデー』2008年34号）
- バースデイ（『ゲッサン』2009年6月号） - 『フェイク！ 田辺イエロウ短編集』に収録。
- 森の中（『ゲッサン』2012年8月号）
- 君は飛べない（『少年サンデーS』2021年2月1日号）

### 書籍
- 『結界師』、小学館〈少年サンデーコミックス〉2004年 - 2011年、全35巻
  - （完全版）小学館〈少年サンデーコミックススペシャル〉2020年 - 2021年、全18巻
- 『フェイク！ 田辺イエロウ短編集』小学館〈少年サンデーコミックス〉、2011年8月18日発売[4]、ISBN 978-4-09-123210-6
- 『終末のラフター』小学館〈少年サンデーコミックススペシャル〉、2013年3月18日発売[5]、ISBN 978-4-09-124282-2
- 『BIRDMEN』、小学館〈少年サンデーコミックス〉2013年 - 2020年、全16巻
- 『界変の魔法使い』、小学館〈少年サンデーコミックス〉2025年 - 、既刊2巻（2025年5月16日現在）

## 関連人物
あだち充
師匠。
清水洋三
師匠。
雷句誠
師匠。
四位晴果
アシスタント。
険持ちよ
アシスタント。